# Nesteroidní antiflogistikum

Strukturní vzorec naproxenu

Nesteroidní antiflogistika (anglicky non-steroidal anti-inflammatory drugs), zkráceně NSA či NSAID, též nesteroidní antirevmatika a nesteroidní protizánětlivé léky, jsou léky s protibolestivým, protihorečnatým a protizánětlivým účinkem. Výraz „nesteroidní“ se používá pro rozlišení těchto léků od steroidních léků s těmito účinky. Mezi protibolestivými léky jsou NSA neobvyklé tím, že nejsou narkotické.
Nejběžnějšími zástupci této skupiny léků jsou aspirin, ibuprofen, a naproxen, jež jsou volně prodejné, bez potřeby předpisu. (Paracetamol má též protihorečnaté a protibolestivé účinky, ale nemá protizánětlivé a není to NSA.)

## Nežádoucí účinky
Někdy se vyskytující nežádoucí účinky používání NSA zahrnují gastrointestinální krvácení, ulceraci a perforaci, jež mohou být i smrtelné. Riziko vzniku krvácení, ulcerace či perforace trávicího traktu se zvyšuje se stoupající dávkou. Pro omezení nežádoucích účinků lze použít co nejmenší dávku po co nejkratší dobu postačující k dosažení žádaného léčebného účinku.
Nežádoucí účinky v oblasti žaludku a střev jsou nejčastější. Méně časté nežádoucí účinky jsou nauzea, zvracení, průjem, flatulence, zácpa, dyspepsie, bolesti břicha, melena (krve ve stolici), hematemeza (zvracení krve), ulcerativní stomatitis a méně často gastritida (zánět žaludku).

## Kontraindikace

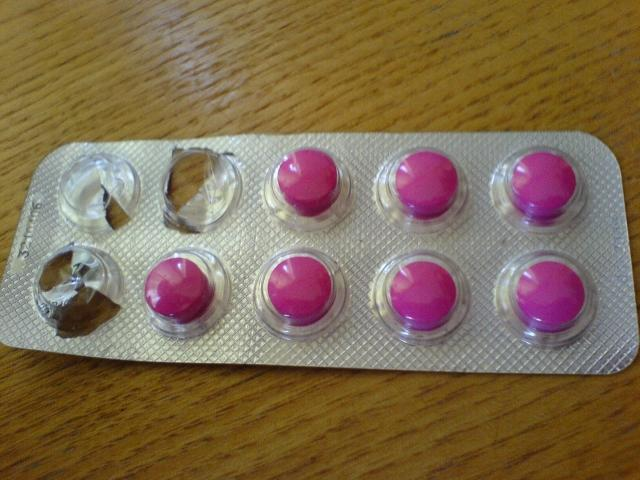
Tablety s ibuprofenem

Mezi kontraindikace podávání NSA patří:
- krvácení nebo perforace trávicího traktu související s léčbou nesteroidními antirevmatiky v anamnéze
- aktivní peptický vřed nebo rekurentní peptický vřed
- současné užívání jiných nesteroidních antirevmatik včetně selektivních inhibitorů cyklooxygenázy-2